# Fałszywe oskarżenie
Fałszywe oskarżenie – przestępstwo, w polskim Kodeksie karnym opisane w rozdziale XXX (przestępstwa przeciw wymiarowi sprawiedliwości) w art. 234, polegające na zgłoszeniu organom ścigania lub do sądu rzekomego popełnienia przestępstwa, wykroczenia lub innego rodzaju przewinienia przez inną osobę w sytuacji, gdy w rzeczywistości do naruszenia prawa w ogóle nie doszło, lub gdy naruszenia tego dopuściła się inna osoba, niż wskazana przez fałszywie oskarżającego.